# Sigus
Sigus là một đô thị thuộc tỉnh Oum el Bouaghi, Algérie. Dân số thời điểm năm 2002 là 14.944 người.